# Patrimoni de la Humanitat de Madagascar

## Béns culturals i naturals
Madagascar compta actualment amb els següents llocs declarats com Patrimoni de la Humanitat per la UNESCO:
| | Reserva natural integral de Tsingy de Bemaraha |   |
| Bé natural inscrit el 1990. | |   |
| Localització: Província de Mahajanga | |   |
| \| « \| Formacions càrstiques, altiplans calcaris eriçats d'impressionants "boscos de pedra" (tsingy) formats per agulles calcàries, llomes ondulants i alts cims muntanyosos componen, juntament amb l'espectacular congost del riu Manambolo, el paisatge d'aquesta reserva natural que alberga als seus boscos verges, llacs i manglars espècies rares de lèmurs i aus en perill d'extinció. (UNESCO/BPI) \| » \| | |   |
| « | Formacions càrstiques, altiplans calcaris eriçats d'impressionants "boscos de pedra" (tsingy) formats per agulles calcàries, llomes ondulants i alts cims muntanyosos componen, juntament amb l'espectacular congost del riu Manambolo, el paisatge d'aquesta reserva natural que alberga als seus boscos verges, llacs i manglars espècies rares de lèmurs i aus en perill d'extinció. (UNESCO/BPI) | » |

| | Turó reial d'Ambohimanga |   |
| Bé cultural inscrit el 2001. | |   |
| Localització: Província d'Antananarivo | |   |
| \| « \| El turó reial d'Ambohimanga comprèn una ciutadella i una necròpolis reials, així com un conjunt de llocs sacres. Revestit d'un caràcter sagrat i estretament vinculat al sentiment d'identitat nacional, aquest lloc és objecte de veneració entre la població des de fa uns cinc segles i continua sent, avui en dia, un lloc de culte al qual acudeixen peregrins de tota l'illa de Madagascar i altres parts del món. (UNESCO/BPI) \| » \| | |   |
| « | El turó reial d'Ambohimanga comprèn una ciutadella i una necròpolis reials, així com un conjunt de llocs sacres. Revestit d'un caràcter sagrat i estretament vinculat al sentiment d'identitat nacional, aquest lloc és objecte de veneració entre la població des de fa uns cinc segles i continua sent, avui en dia, un lloc de culte al qual acudeixen peregrins de tota l'illa de Madagascar i altres parts del món. (UNESCO/BPI) | » |

| | Pluviïsilves d'Atsinanana |   |
| Bé natural inscrit el 2007, en perill des de 2010. | |   |
| Localització: Província d'Antsiranana, Província de Toamasina, Província de Toliara i Província de Fianarantsoa | |   |
| \| « \| Aquest lloc comprèn sis parcs nacionals que s'estenen al llarg de la costa oriental d'aquest país illenc. Els seus boscos arcaics són d'essencial importància en el manteniment dels processos ecològics que són imprescindibles per a la supervivència de la biodiversitat excepcional de Madagascar. Aquesta biodiversitat és conseqüència de la història geològica de l'illa: després de la separació definitiva de Madagascar de les altres masses terrestres fa més de 60 milions d'anys, la fauna i la flora malgaixos anaren evolucionant de forma aïllada. Els boscos plujosos s'han inscrit a la llista del Patrimoni Mundial tant per la seva importància pels processos ecològics i biològics, com per la seva biodiversitat i el gran nombre d'espècies amenaçades que alberguen, en particular primats i lèmurs. (UNESCO/BPI) \| » \| | |   |
| « | Aquest lloc comprèn sis parcs nacionals que s'estenen al llarg de la costa oriental d'aquest país illenc. Els seus boscos arcaics són d'essencial importància en el manteniment dels processos ecològics que són imprescindibles per a la supervivència de la biodiversitat excepcional de Madagascar. Aquesta biodiversitat és conseqüència de la història geològica de l'illa: després de la separació definitiva de Madagascar de les altres masses terrestres fa més de 60 milions d'anys, la fauna i la flora malgaixos anaren evolucionant de forma aïllada. Els boscos plujosos s'han inscrit a la llista del Patrimoni Mundial tant per la seva importància pels processos ecològics i biològics, com per la seva biodiversitat i el gran nombre d'espècies amenaçades que alberguen, en particular primats i lèmurs. (UNESCO/BPI) | » |

## Llista indicativa
La inscripció en aquesta llista és la primera etapa per qualsevol futura candidatura. Madagascar ha presentat els següents llocs:
|  | Paisatge cultural ricícola i hidràulic de Betafo Bé mixt Proposat el 1997                                   |
|  | Lloc i Rova de Tsinjoarivo Bé cultural Proposat el 1997                                                     |
|  | Sud-est malgaix, País Mahafaly Bé mixt Proposat el 1997                                                     |
|  | Penya-segat i grutes d'Isandra Bé mixt Proposat el 1997                                                     |
|  | Antongona Bé cultural Proposat el 1997                                                                      |
|  | Reserva especial d'Anjanahariba-sud (extensió de les Pluviïsilves d'Atsinanana) Bé natural Proposat el 2008 |
|  | Els boscos secs d'Andrefana Bé natural Proposat el 2008                                                     |

## Patrimoni cultural immaterial
Actualment Madagascar té un element inscrit a la llista del Patrimoni Cultural Immaterial:
| | El treball de la fusta dels zafimaniry |   |
| Bé immaterial inscrit el 2008. | |   |
| \| « \| La comunitat dels zafimaniry és l'última dipositària d'una cultura original del treball de la fusta, que abans estava difosa per tota l'illa. Els zafimaniry s'instal·laren al segle xviii en aquesta regió boscosa i apartada del sud-est de Madagascar fugint de la desforestació que feia estralls en aquella època en una gran part del país. Avui en dia, queden uns 25.000 zafimaniry repartits en una centena de pobles i llogarrets disseminats a les muntanyes de la regió. Els zafimaniry, que són fusters, fustaires i artesans des de fa generacions, han creat al voltant del treball de la fusta tot un conjunt de tècniques i de coneixements. Aquesta tradició artesanal és testimoni de la funció primordial d'aquest material en tots els aspectes de la vida i de la mort. El domini que mostren els zafimaniry de l'escultura en fusta apareix en l'elaboració d'objectes de la vida quotidiana. Gairebé totes les superfícies amb revestiment de fusta (parets, finestres, pals, bigues, tamborets, baguls, eines) estan finament llavorades. Els zafimaniry utilitzen vint espècies locals d'arbres diferents, cadascuna d'elles reservada per un tipus de construcció o una funció decorativa específica. Les cases i les tombes s'encaixen segons la tècnica tradicional de l'osca i l'espiga, sense claus ni frontisses ni cap peça metàl·lica. Els graners tradicionals dels zafimaniry, col·locats sobre pilars rodons, constitueixen una particularitat distintiva del paisatge de muntanya. Els motius geomètrics que decoren la majoria d'objectes de fusta estan molt codificats i reflecteixen no només els orígens austronesis de la comunitat, sinó també les influències àrabs que impregnen la cultura malgaixa. Tot i que el nombre de motius és limitat, no existeixen dos peces idèntiques a causa de la variada creativitat dels artesans. Aquests motius contenen una rica significació simbòlica relacionada amb les creences i els valors dels zafimaniry. Per exemple, la tanamparoratra (teranyina) és símbol dels vincles familiars, mentre que el papintantely (bresca del rusc) representa la vida comunitària. Els ornaments simbolitzen també la posició social de l'individu dins del grup. Des de fa diversos decennis, els zafimaniry venen figuretes i objectes decoratius o d'ús quotidià a les ciutats dels voltants per assegurar el seu manteniment. Però aquesta comunitat fràgil pot veure's relegada a la mera funció de subministrar objectes artesanals pel turisme. A més, la desforestació posa en perill la seva principal font d'ingressos. (UNESCO/BPI) \| » \| | |   |
| « | La comunitat dels zafimaniry és l'última dipositària d'una cultura original del treball de la fusta, que abans estava difosa per tota l'illa. Els zafimaniry s'instal·laren al segle xviii en aquesta regió boscosa i apartada del sud-est de Madagascar fugint de la desforestació que feia estralls en aquella època en una gran part del país. Avui en dia, queden uns 25.000 zafimaniry repartits en una centena de pobles i llogarrets disseminats a les muntanyes de la regió. Els zafimaniry, que són fusters, fustaires i artesans des de fa generacions, han creat al voltant del treball de la fusta tot un conjunt de tècniques i de coneixements. Aquesta tradició artesanal és testimoni de la funció primordial d'aquest material en tots els aspectes de la vida i de la mort. El domini que mostren els zafimaniry de l'escultura en fusta apareix en l'elaboració d'objectes de la vida quotidiana. Gairebé totes les superfícies amb revestiment de fusta (parets, finestres, pals, bigues, tamborets, baguls, eines) estan finament llavorades. Els zafimaniry utilitzen vint espècies locals d'arbres diferents, cadascuna d'elles reservada per un tipus de construcció o una funció decorativa específica. Les cases i les tombes s'encaixen segons la tècnica tradicional de l'osca i l'espiga, sense claus ni frontisses ni cap peça metàl·lica. Els graners tradicionals dels zafimaniry, col·locats sobre pilars rodons, constitueixen una particularitat distintiva del paisatge de muntanya. Els motius geomètrics que decoren la majoria d'objectes de fusta estan molt codificats i reflecteixen no només els orígens austronesis de la comunitat, sinó també les influències àrabs que impregnen la cultura malgaixa. Tot i que el nombre de motius és limitat, no existeixen dos peces idèntiques a causa de la variada creativitat dels artesans. Aquests motius contenen una rica significació simbòlica relacionada amb les creences i els valors dels zafimaniry. Per exemple, la tanamparoratra (teranyina) és símbol dels vincles familiars, mentre que el papintantely (bresca del rusc) representa la vida comunitària. Els ornaments simbolitzen també la posició social de l'individu dins del grup. Des de fa diversos decennis, els zafimaniry venen figuretes i objectes decoratius o d'ús quotidià a les ciutats dels voltants per assegurar el seu manteniment. Però aquesta comunitat fràgil pot veure's relegada a la mera funció de subministrar objectes artesanals pel turisme. A més, la desforestació posa en perill la seva principal font d'ingressos. (UNESCO/BPI) | » |

Vegeu també Llista representativa del Patrimoni Cultural Immaterial de la Humanitat.